# Rhododendron capitatum
Rhododendron capitatum är en ljungväxtart som beskrevs av Carl Maximowicz. Rhododendron capitatum ingår i släktet rododendron, och familjen ljungväxter. Inga underarter finns listade i Catalogue of Life.

## Bildgalleri

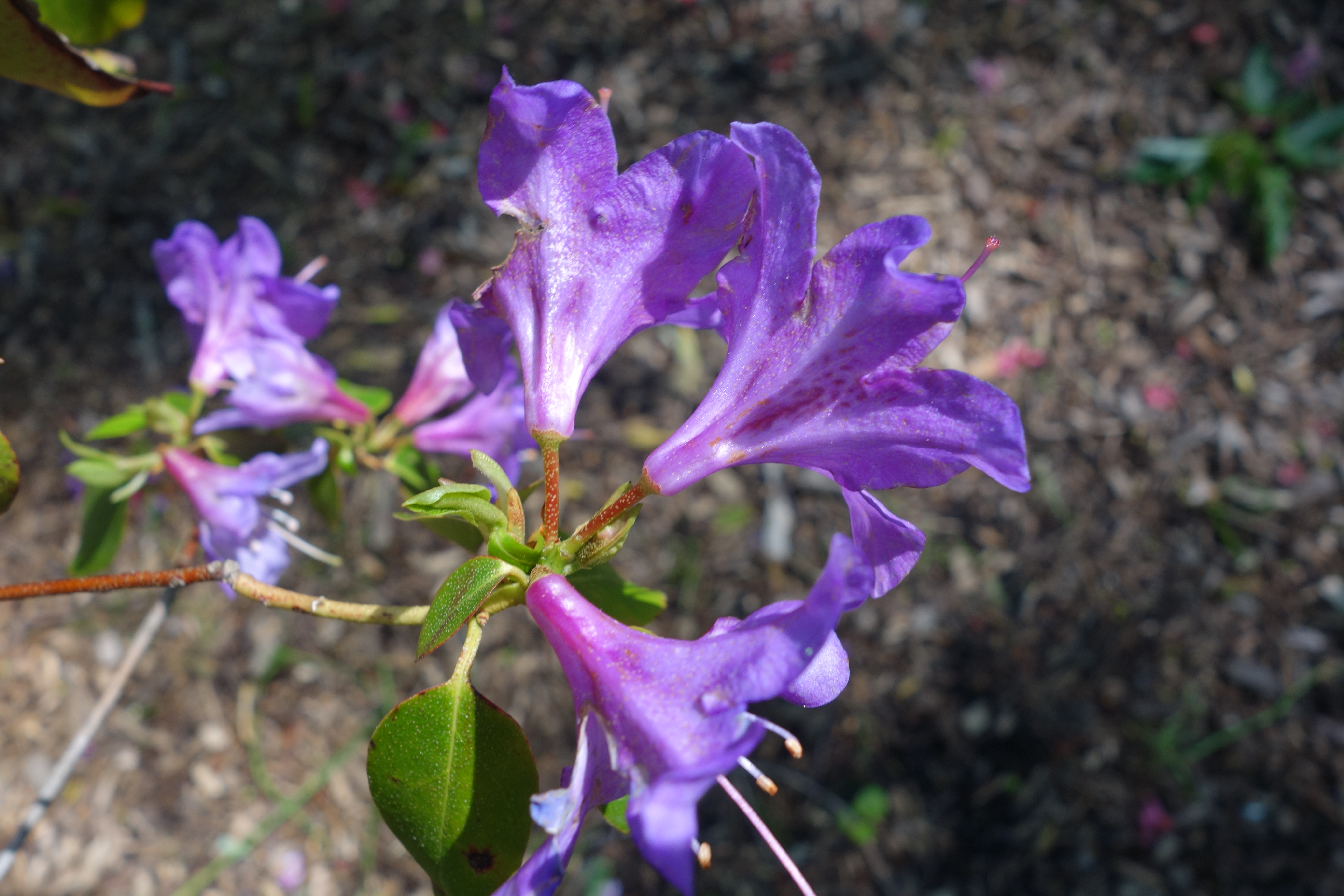